# Jini
La technique Jini libère les ordinateurs de toute dépendance à l'égard des systèmes d'exploitation. En considérant les périphériques et les logiciels comme des objets indépendants qui peuvent communiquer, Jini peut les réunir en fédération d'objets qui s'installent automatiquement et qui fonctionnent dès qu'ils sont branchés.
Jini (se prononce comme le mot genie en anglais) est une architecture réseau pour la construction de systèmes distribués dans la forme de services coopérants modulaires.
À l'origine développé par Sun Microsystems, la responsabilité de Jini a été transférée à Apache sous le nom de projet River.
Jini fournit des équipements pour traiter avec certaines des « erreurs de l'informatique distribuée », des problèmes d'évolution du système, de la résilience, de la sécurité et de l'assemblage dynamique de composants de service. La « mobilité de code » est un concept fondamental de la plateforme et fournit beaucoup de bénéfices incluant la non-dépendance d'un protocole de télécommunication.
L'équipe Jini de chez Sun Microsystems a toujours expliqué que Jini n'est pas un acronyme. Autrement dit, Jini ne signifie pas par exemple Java INIside, il se suffit à lui-même.